# Danser les ombres
Danser les ombres est un roman de Laurent Gaudé publié en France en 2015 par Actes Sud.

## Résumé
Danser les ombres est un roman à plusieurs voix : les histoires des différents personnages du roman s'entrecroisent autour du séisme de 2010 à Haïti.

## Personnages
- Lucine
- Saul
- Firmin Jamay
- Tess
- Lily
- Nine
- Les sœurs de nine
- Armin Cale

## Réception critique
Pour Françoise Dargen du Figaro, « roman de vie et de mort, Danser les ombres est un chant d'amour à Haïti ». L'intérêt du livre ne réside pas seulement dans la description du séisme de 2010, mais aussi dans la présentation de la vie quotidienne des personnages à Port-au-Prince avant la catastrophe, entre joie de vivre et spectre des dictatures successives : « il dépeint un peuple hanté par son passé, glisse un ancien Tonton Macoute dans ses personnages, le confronte à ses victimes, évoque les destins brisés ».